# إسماعيل كينتانا
إسماعيل كينتانا (بالإنجليزية: Ismael Quintana)‏ هو ملحن ومغني أمريكي، ولد في 3 يونيو 1937 في بونس، بورتوريكو في الولايات المتحدة، وتوفي في 16 أبريل 2016 في كولورادو في الولايات المتحدة بسبب مرض تنفسي.

## وصلات خارجية
- إسماعيل كينتانا على موقع ميوزك برينز (الإنجليزية)
- إسماعيل كينتانا على موقع ديسكوغز (الإنجليزية)